# بروس كيربي
بروس كيربي (بالإنجليزية: Bruce Kirby)‏ هو ممثل أمريكي، ولد في 28 أبريل 1925 بنيويورك في الولايات المتحدة.

## أعمال

### أفلام
- (1979) الدمى[3]
- (1986) قف بجانبي[4][5]
- (2004) تصادم[6]

## وصلات خارجية
- بروس كيربي على موقع IMDb (الإنجليزية)
- بروس كيربي على موقع روتن توميتوز (الإنجليزية)
- بروس كيربي على موقع ألو سيني (الفرنسية)
- بروس كيربي على موقع أول موفي (الإنجليزية)
- بروس كيربي على موقع قاعدة بيانات برودواي على الإنترنت (الإنجليزية)
- بروس كيربي على موقع قاعدة بيانات الأفلام السويدية (السويدية)
- بروس كيربي على موقع قاعدة بيانات الفيلم (الإنجليزية)
- بروس كيربي على موقع كينوبويسك (الروسية)